# MBD2
La proteína 2 con dominio de unión a metil-CpG (MBD2) es una proteína codificada en humanos por el gen MBD2.
La metilación de ADN es la principal modificación existente en el genoma eucariota y juega un papel crucial en el desarrollo de los mamíferos. Las proteínas humanas MECP2, MBD1, MBD2, MBD3 y MBD4 conforman una familia de proteínas nucleares que se caracterizan por la presencia de un dominio de unión a metil-CpG (MBD). Cada una de estas proteínas, con la excepción de MBD3, es capaz de unirse específicamente al ADN metilado. MECP2, MBD1 y MBD2 también pueden reprimir la transcripción de promotores de genes metilados. La proteína MBD2 puede actuar como mediador de las consecuencias biológicas derivadas de la señal de metilación. También se ha reportado que esta proteína funciona como una demetilasa para activar la transcripción, en los casos en los que la metilación del ADN causa silenciamiento del gen diana.

## Interacciones
La proteína MBD2 ha demostrado ser capaz de interaccionar con:
- HDAC1[4][5][6]
- HDAC2[4][5][6]
- SIN3A[7]
- MIZF[8]
- MBD3[9][6]
- GATAD2B[4][10]